# Sebulon Hammer

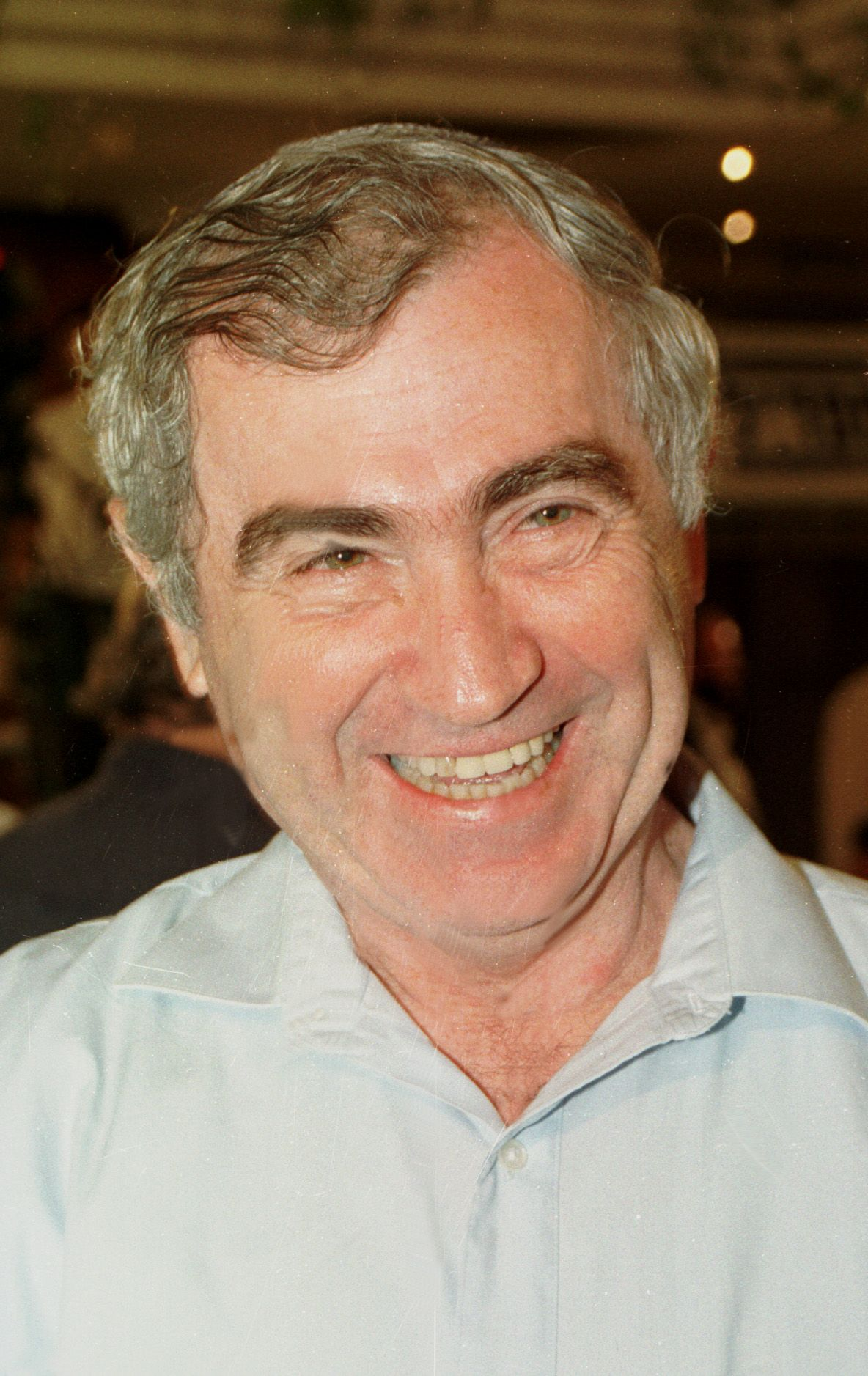
Sebulon Hammer, 1996

Sebulon Hammer (hebräisch זְבֻלוֹן הַמֵּר Səvūlōn Hammer, * 31. Mai 1936 in Haifa, Völkerbundsmandat für Palästina; † 20. Januar 1998 in Jerusalem, Israel) war ein israelischer Politiker, Minister und stellvertretender Premierminister des Landes.

## Leben
Sebulon Hammer war ein Leitungsmitglied der Jugendorganisation Bnei Akiva (hebräisch בְּנֵי עֲקִיבָא; lit. die Kinder Aqivas) und diente in der israelischen Chejl Schirjon (hebräisch חֵיל שִׁרְיוֹן) einem Korps der IDF, das am Programm des Nachal (hebräisch נח״ל) teilnahm. Seinen Militärdienst leistete er in einer Nachal-Einheit der IDF.
Hammer schloss die Bar-Ilan-Universität mit einem B.A. in Judaistik und Religionswissenschaften ab, sowie mit einem Zertifikat als Lehrer. An der Universität war er Vorsitzender der Studierendenvertretung und Präsidiumsmitglied der israelischen Studentenvereinigung und der Weltvereinigung jüdischer Studenten.
1969 wurde Hammer Knessetabgeordneter der Nationalreligiösen Partei (Mafdal). Er wurde am 16. Januar 1973 zum stellvertretenden Minister für Bildung ernannt und übte dieses Amt bis zum 20. Januar 1974 aus. Am 4. November 1975 wurde er zum Minister für Wohlfahrt und Soziale Dienste ernannt, konnte dieses Amt aber nur bis zum 22. Dezember 1976 ausüben, da seine Partei im Dezember 1976 die Regierungskoalition verließ.
Nach den Wahlen im Jahre 1977 wurde er am 20. Juni 1977 Bildungsminister, eine Aufgabe, die er bis zum 13. September 1984 ausübte. In dieser Funktion erlaubte er die Vorführung der Fernsehverfilmung von S. Yizhars Roman Chirbet Chizʿah von Ram Loewy über die Lage im soeben besetzten Westjordanland im Juni 1967, die manche Israelis verbieten wollten. 1981, während der Wahlen zur 10. Knesset, verließen Hammer und Yehuda Ben-Meir kurzzeitig die Nationalreligiöse Partei, um die neue Faktion Gescher – zionistisches religiöses Zentrum zu gründen; nach zwei Wochen kehrten sie jedoch zur Nationalreligiösen Partei zurück.
Vom 7. Oktober 1986 bis zum 11. Juni 1990 war er Religionsminister und vom 15. März 1990 bis zum 13. Juli 1992 war er erneut Bildungsminister. Er verlor seinen Sitz in der Knesset, als seine Partei die Regierungskoalition von Jitzchak Rabin verließen. Nach den Wahlen 1996 war er vom 18. Juni 1996 bis zum 20. Januar 1998 Bildungsminister und vom 18. Juni 1996 bis zum 20. Januar 1998 stellvertretender Premierminister. Anschließend war er vom 22. August 1997 bis zum 20. Januar 1998 Religionsminister.
Hammer verstarb am 20. Januar 1998 an Krebs und hinterließ eine Frau und vier Kinder.